# Xbox 360
Xbox 360 är den andra TV-spelskonsolen skapad av Microsoft, och utvecklades i samarbete med IBM, ATI och SiS. Den relaterade onlinetjänsten Xbox Live låter spelare spela online och ladda ner material såsom arkadspel, speldemos, trailers, TV-serier och filmer. Xbox 360 är uppföljaren till Xbox, och konkurrerade med Sonys PlayStation 3 och Nintendos Wii inom sjunde generationens konsoler.
Xbox 360 avtäcktes officiellt den 12 maj 2005 och mer detaljerad information angående lansering och spel kom vid E3-mässan samma år. Det är den första konsolen som erbjudit nära samtidig lansering över tre stora försäljningsregioner (Europa, Japan och USA). Konsolen sålde ut helt vid releasen (med undantag för Japan) och hade i augusti 2009 sålt 31 miljoner enheter världen över. Konsolen har sålts i sex olika varianter, "Core", "Arcade", "Premium", "Pro", "Elite" och "Slim", där var och en har sina egna tillbehör och funktioner.
Enheten var från början endast tänkt att klara av en maximal upplösning på 1080i men kan sedan oktober 2006 även visa 1080p med hjälp av en mjukvaruuppdatering.
Systemet är utformat för att tjäna som en mediahubb och kan kopplas in på ett hemmanätverk. På så vis kan den visa/spela upp bilder, musik, och om man har Windows Media Player 11 även filmer, som strömmas till konsolen från en persondator.
Frontpanelen (även kallad "faceplate") är utbytbar på ett sätt som kanske närmast för tankarna till vad som är kutym i mobiltelefonbranschen. Skal vars utseende inspirerats av bland annat olika spel finns tillgängliga till systemet.

## Konkurrens
Xbox 360 konkurrerar främst med Nintendo Wii och Sony PlayStation 3. Microsoft valde att släppa sin konsol ett år före Nintendo Wii och Sony PlayStation 3, för att få ett försprång i försäljningssiffror. Detta gjorde att de kritiserades för att ha släppt en produkt som inte var färdigutvecklad, då den hade relativt många "barnsjukdomar".  Microsoft hade sålt ca 7 miljoner Xbox 360 innan konkurrenterna Sony och Nintendo hade släppt sina konkurrerande konsoler, och i augusti 2009 hade man sålt 31 miljoner enheter över hela världen. Nintendo tog in över halva försprånget och sålde nästan 6 miljoner Wii på bara tre månader. Nintendo Wii passerade Xbox 360s försäljningssiffror i augusti 2007 och har sedan dess fortsatt att dryga ut sin ledning.
I USA har ägare av Xbox 360 i genomsnitt köpt fler spel till sin konsol än de som äger en annan konsol. Xbox 360-ägare har i genomsnitt 7 spel till sin konsol. Motsvarande siffra för Playstation 3 är 4 spel och för Wii 3,5 spel.
Vecka 44 år 2007 såldes det på den japanska marknaden för första gången fler exemplar av Xbox 360 än Playstation 3 sedan lanseringen av Playstation 3.

## Lanseringstitlar
Vid den amerikanska lanseringen fanns 18 olika spel tillgängliga:
- Amped 3 (2K Sports)
- Call of Duty 2 (Activision)
- Condemned: Criminal Origins (Sega)
- FIFA 06: Road to 2006 FIFA World Cup (EA sports)
- Gun (Activision)
- Kameo: Elements of Power (Microsoft)
- Madden NFL 06 (Electronic Arts)
- NBA 2K6 (2K Sports)
- NBA LIVE 06 (Electronic Arts)
- Need for Speed Most Wanted (Electronic Arts)
- NHL 2K6 (2K Sports)
- Perfect Dark Zero (Microsoft)
- Peter Jackson's King Kong: The Official Game of the Movie (Ubisoft)
- Project Gotham Racing 3 (Microsoft)
- Quake 4 (Activision)
- Ridge Racer 6 (Namco)
- Tiger Woods PGA Tour 06 (EA sports)
- Tony Hawk's American Wasteland (Activision)

Vid den europeiska premiären fanns dock inte NBA 2K6, NHL 2K6 eller Ridge Racer 6 tillgängliga.

## Konsolversioner
Konsumenter kan välja på fem olika paket: Arcade (grundversion), Pro, Elite-paket , Xbox 360 Super Elite samt Xbox 360 Slim . På E3 2010 tillkännagavs även en version med en 250 GB hårddisk.

### Arcade
Arcade-paketet innehåller: 
- Vit Xbox 360 konsol med HDMI-port
- Vit handkontroll (trådlös)
- Minneskort (256 MB)
- Xbox Live silver-medlemskap
- En månads Xbox Live Guld-medlemskap
- Ett spel som heter xbox live arcade compilation disc innehåller UNO, pac-man mm

### Pro
Pro-paketet innehåller:
- Vit Xbox 360 konsol med HDMI-port
- Vit handkontroll (trådlös)
- 60 GB stor hårddisk (Premium, numera utgången, hade 20GB)
- Ett headset för Xbox Live
- Komponent-kablage för både ljud och bild (komplett med HDTV-kablage)
- En ethernet-kabel

Första generationens Premium-utgåva innehöll även en fjärrkontroll.

### Elite
Elite-paketet innehåller:
- Svart Xbox 360 konsol med HDMI-port
- Svart handkontroll (trådlös)
- 120 GB hårddisk
- Svart headset
- Xbox Live Silver-medlemskap
- En månads Xbox Live Guld-medlemskap
- Nätadapter
- Komponent-kablage för både ljud och bild (komplett med HDTV-kablage)

Kodnamnet på denna enhet under utvecklingsfasen var Zephyr. Den senaste versionen, även känd som Xbox 360 Super Elite, är svart, har en HDMI-port samt en hårddisk som rymmer 250 GB. Xbox 360 Elite släpptes i USA den 28 april 2007.
Senare under 2007 släpptes ytterligare en version som använder en processor som bygger på 65nm teknik. Som en följd av processorbytet förväntades den nya versionen inte längre utveckla lika mycket värme som sin föregångare. Detta gör det möjligt att använda fläktar med lägre varvtal och en lägre ljudnivå som följd.

### Super Elite
Den 11 november 2009 släppte Microsoft ett nytt paket som heter Super Elite som innehåller:
- Svart Xbox 360 konsol med HDMI-port
- Svart handkontroll (trådlös)
- 250 GB hårddisk
- Svart headset
- Xbox Live Silver-medlemskap
- En månads Xbox Live Guld-medlemskap
- Nätadapter
- Komponent-kablage för både ljud och bild (komplett med HDTV-kablage)
- En ethernet-kabel
- Modern Warfare 2, Viva pinata eller Forza Motorsport 3

### Slim 250 GB
Den 14 juni 2010 bekräftade Microsoft ett nytt paket som heter Xbox 360 Slim 250 GB som innehåller:
- Svart Xbox 360 konsol med HDMI-port, inbyggd Wi-Fi samt som är förberedd för Kinect
- En eller två svarta handkontroller
- 250 GB hårddisk
- Svart headset
- Xbox Live Silver-medlemskap
- En månads Xbox Live Guld-Medlemskap
- Nätadapter
- AV-kabel
- En ethernet-kabel
- Batterier

### Moderkortsrevisioner
| Kodnamn | CPU   | GPU   | HDMI | Strömförbrukning | Noteringar |
| ------- | ----- | ----- | ---- | ---------------- | --- |
| Xenon   | 90 nm | 90 nm | Nej  | 175W             | 203W nätaggregat, 16.5A. Ursprungligt chipset utan HDMI |
| Zephyr  | 90 nm | 90 nm | Ja   | 175W             | 203W nätaggregat, 16.5A. Modifierat chipset med HDMI Modifierat chipset med HDMI |
| Falcon  | 65 nm | 90 nm | Ja   | 120W             | 175W nätaggregat, 14.2A Denna version är på utgång men kan finnas kvar i vissa butiker - speciellt i Elite.                                                                                      |
| Opus    | 65 nm | 90 nm | Nej  | 120W             | Denna version har aldrig sålts i butik, och användes bara under en kort tid i USA som ersättning för felaktiga Xenon.                                                                            |
| Jasper  | 65 nm | 65 nm | Ja   | 100W             | 150W nätaggregat, 12.1A (Vissa varianter levererades med 175W nätaggregat) Arcade har fått utökat flashminne. Den här modellen finns i alla moderkort med tillverkningsdatum 0843X eller senare. |

Ersättaren till Xbox 360 planerades enligt Peter Moore att släppas år 2012 vilket skulle gett Xbox 360 en beräknad livslängd på ca 7 år vilket är betydligt längre livstid än vad den första Xboxen hade. Men efterföljaren Xbox One släpptes inte först 2013, vilket resulterade i den långa livslängden på 8 år.

## Tekniska problem

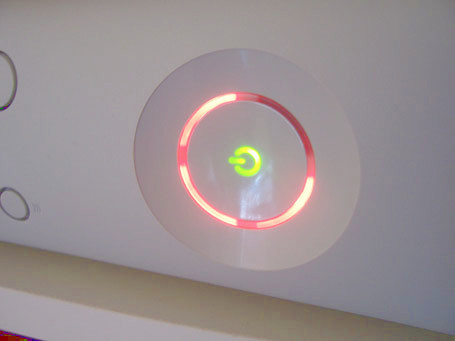
En Xbox 360 visar "Red Ring of Death" (RROD) eller "Red Lights Of Death (RLOD)" vilket indikerar att konsolen lider av ett fel. Att fenomenet fortfarande kallas Red Ring of Death hänger kvar från den gamla Xboxen som vid fel visade en hel röd ring.

Xbox 360 kan råka ut för ett flertal olika tekniska problem. Sedan konsolen släpptes år 2005 har produkten fått uppmärksamhet i pressen där man ifrågasätter dess pålitlighet och de tidiga utgåvornas fallenhet för tekniska missöden. För att hjälpa kunder med defekta konsoler har Microsoft utökat konsolens garanti till tre år för generella tekniska fel.
Sedan dessa problem dök upp har designändringar genomförts för att öka konsolens pålitlighet. Alla konsoler tillverkade efter juni 2007 innehåller stora ändringar från de tidigaste enheterna. Modifikationerna inkluderar en reduktion och modifiering av antalet, storleken och placeringen av komponenter, inklusive förändringar av själva monteringen och en andra kylfläns till grafikprocessorn för att avleda mer värme.
I februari 2008 släppte en firma som sålde garantier som tredje part, SquareTrade, ett pressmeddelande angående de 1040 kunder de sålt garantier till. De upptäckte att 171 konsoler (16,4 %) återlämnades under garanti som icke fungerande, av dessa rapporterades 60 % lida av hårdvarufel.
De kretsar som blir varma (CPU & GPU) resulterar oftast i något som kallas "Red Ring of Death", då en röd lampa lyser på framsidan av konsolen. Värmen från dessa kretsar kan även slå ut en krets vid namn ANA som i vissa modeller ligger "i vägen" för den luftström som för ut överskottsvärmen ur enheten, detta fel betecknas med felmeddelandet E74.

## Bakåtkompatibilitet
Xbox 360 är bakåtkompatibel med storsäljande spel till Xbox. Xbox 360 och den ursprungliga Xbox har två helt olika processorer så det går inte att köra spel från den äldre versionen på den nya konsolen utan hjälp av emulering. Med hjälp av emulering är det möjligt att köra vissa äldre spel på Xbox 360, att det bara är vissa spel beror på att det inte finns patchar framtagna för alla spel och de olika regionerna. En fördel med emulering är att det inte behövs någon fördyrande hårdvara för att bibehålla bakåtkompatibiliteten vilket leder till ett lägre pris på konsolen.
Se lista på Microsofts webbplats 
- Lista över Xbox-spel som är kompatibla med Xbox 360
- Lista över Xbox-spel som inte är kompatibla med Xbox 360

## Originaltillbehör
Till Xbox 360 finns bland annat följande originaltillbehör:
- Handkontroll (med sladd)
- Handkontroll (trådlös)
- Synkronisieringsdongel för Trådlös handkontrollsanvändning på PC.
- Förenklad trådlös handkontroll som i första hand utvecklats för spelet Scene it.
- Xbox 360 Wireless Racing Wheel. Pedalplatta kräver dock kabel mellan den och ratten för att fungera. För att kunna utnyttja alla funktioner som t.ex. vibrationer och så kallad "Force Feedback" med ratten krävs också att en kabel är inkopplad i form av separat strömförsörjning.
- Xbox 360 Chatpad ett tillbehör till handkontrollen som fungerar som Tangentbord.
- Laddningskit (batteri och laddningssladd till trådlösa handkontrollen)
- Bordsladdare
- Minneskort 256 MB, 512 MB.
- Löstagbar hårddisk med 20, 60, 120  respektive 250 GB.
- Fjärrkontroll
- Headset (med sladd)
- Headset (trådlös)
- Wi-Fi-adapter ( Xbox 360® Wireless N Networking Adapter )
- Olika bild- och ljudkablar exempelvis Komposit,S-video,Komposit/komponent,VGA HD-AV kabel
- HD-DVD-spelare.
- Xbox Live Vision Camera är en webbkamera som också kan användas på ett sätt som liknar användandet av en Eye Toy.
- Lösa utbytesskal till frontpanelen
- Kinect ett tillbehör som har samma och mera funktioner som Wii fast utan kontroll och det är en kamera i stället för sensor